# Hugo Robineau
Hugo Robineau (Cholet, 27 febbraio 2000) è un cestista francese.

## Carriera

### Nazionale
Nel 2019 ha vinto la medaglia di bronzo ai Mondiali Under-19, disputati in Grecia.